# M/V Chugach Ranger
Pour les articles homonymes, voir Nenana.
Le  M/V Chugach Ranger est un bateau historique de la garde forestière historique dont le port d'attache est Petersburg, en Alaska

## Historique
C'est le dernier bateau de garde forestier en bois de la flotte du Service des forêts des États-Unis opérant dans le sud-est de l'Alaska. Il a été conçu par le concepteur de bateaux L.H. Coolidge basé à Seattle et lancé à Seattle en 1925. Il est en service depuis, transportant des scientifiques, des représentants du gouvernement, des fournitures et des invités dans les zones administrées par le Forest Service dans le sud-est de l'Alaska, et effectuant des opérations de recherche et de sauvetage. D'abord basée à Cordova, il a été affecté à la forêt nationale de Tongass en 1953 et a déménagé à Petersburg.

## Préservation
Le bateau a été inscrit au registre national des lieux historiques en 1992.